# Athies (Somme)
Athies és un municipi francès situat al departament del Somme i a la regió dels Alts de França. L'any 2007 tenia 640 habitants.

## Demografia

### Població

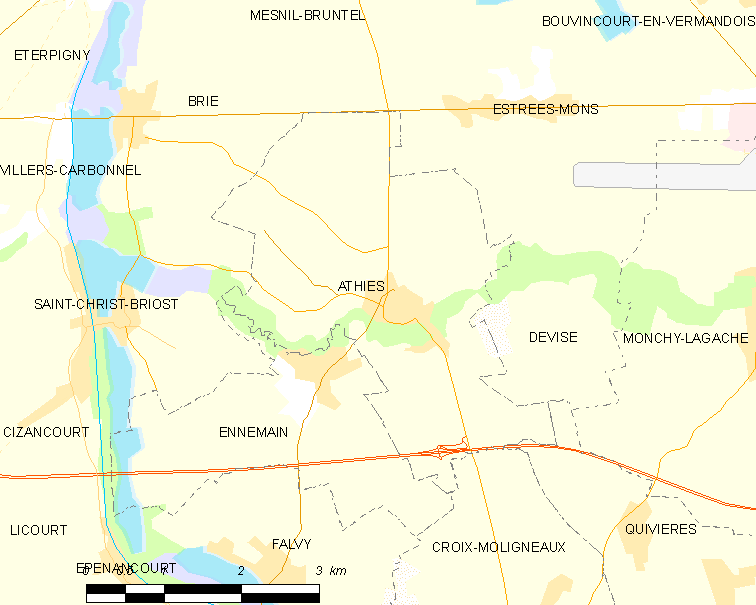
mapa del municipi

El 2007 la població de fet d'Athies era de 640 persones. Hi havia 232 famílies de les quals 64 eren unipersonals (28 homes vivint sols i 36 dones vivint soles), 76 parelles sense fills, 84 parelles amb fills i 8 famílies monoparentals amb fills.
La població ha evolucionat segons el següent gràfic:
Habitants censats

### Habitatges

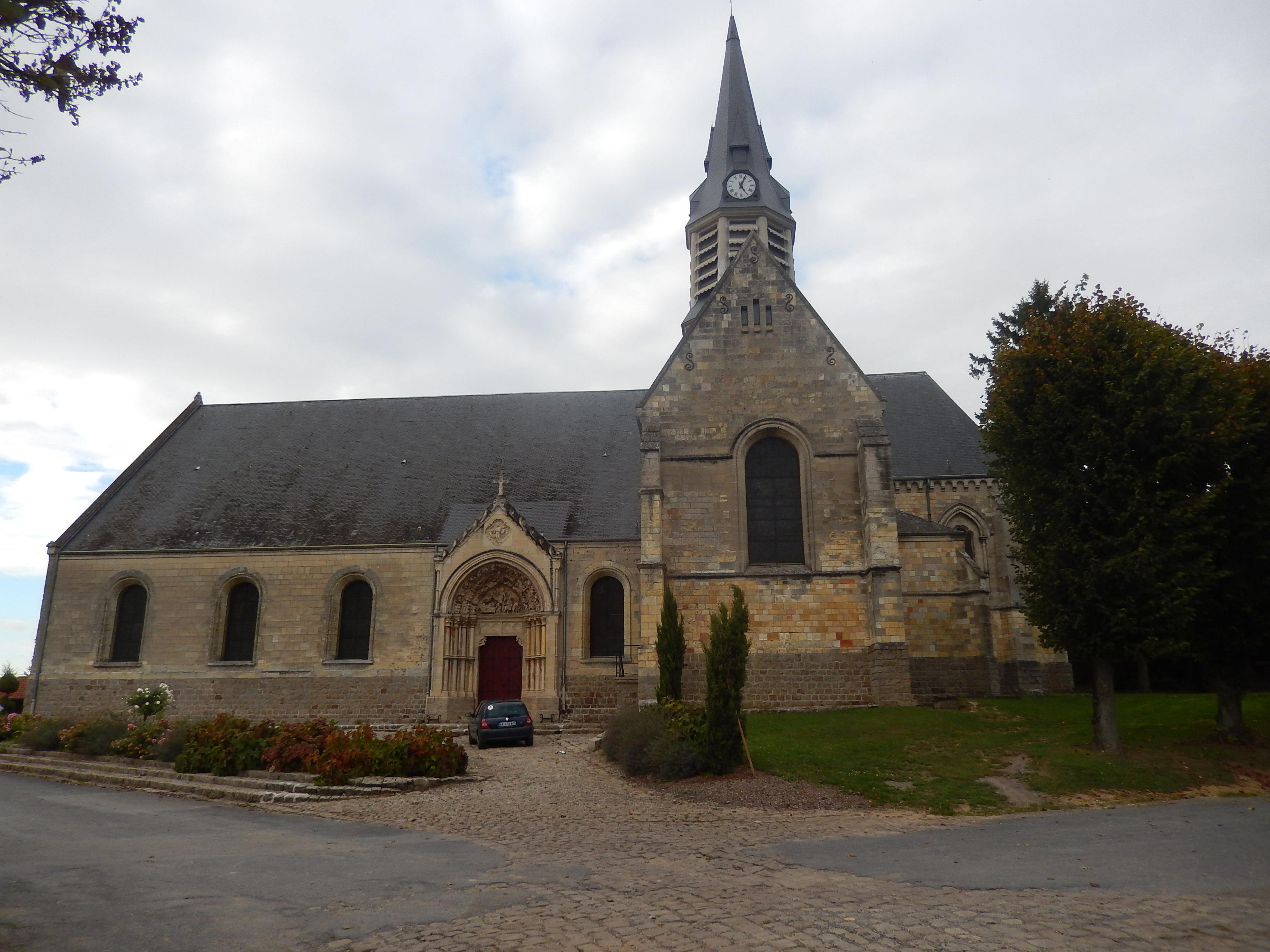
església

El 2007 hi havia 273 habitatges, 236 eren l'habitatge principal de la família, 16 eren segones residències i 21 estaven desocupats. 266 eren cases i 6 eren apartaments. Dels 236 habitatges principals, 193 estaven ocupats pels seus propietaris, 33 estaven llogats i ocupats pels llogaters i 10 estaven cedits a títol gratuït; 1 tenia una cambra, 9 en tenien dues, 30 en tenien tres, 51 en tenien quatre i 145 en tenien cinc o més. 165 habitatges disposaven pel capbaix d'una plaça de pàrquing. A 97 habitatges hi havia un automòbil i a 97 n'hi havia dos o més.

### Piràmide de població

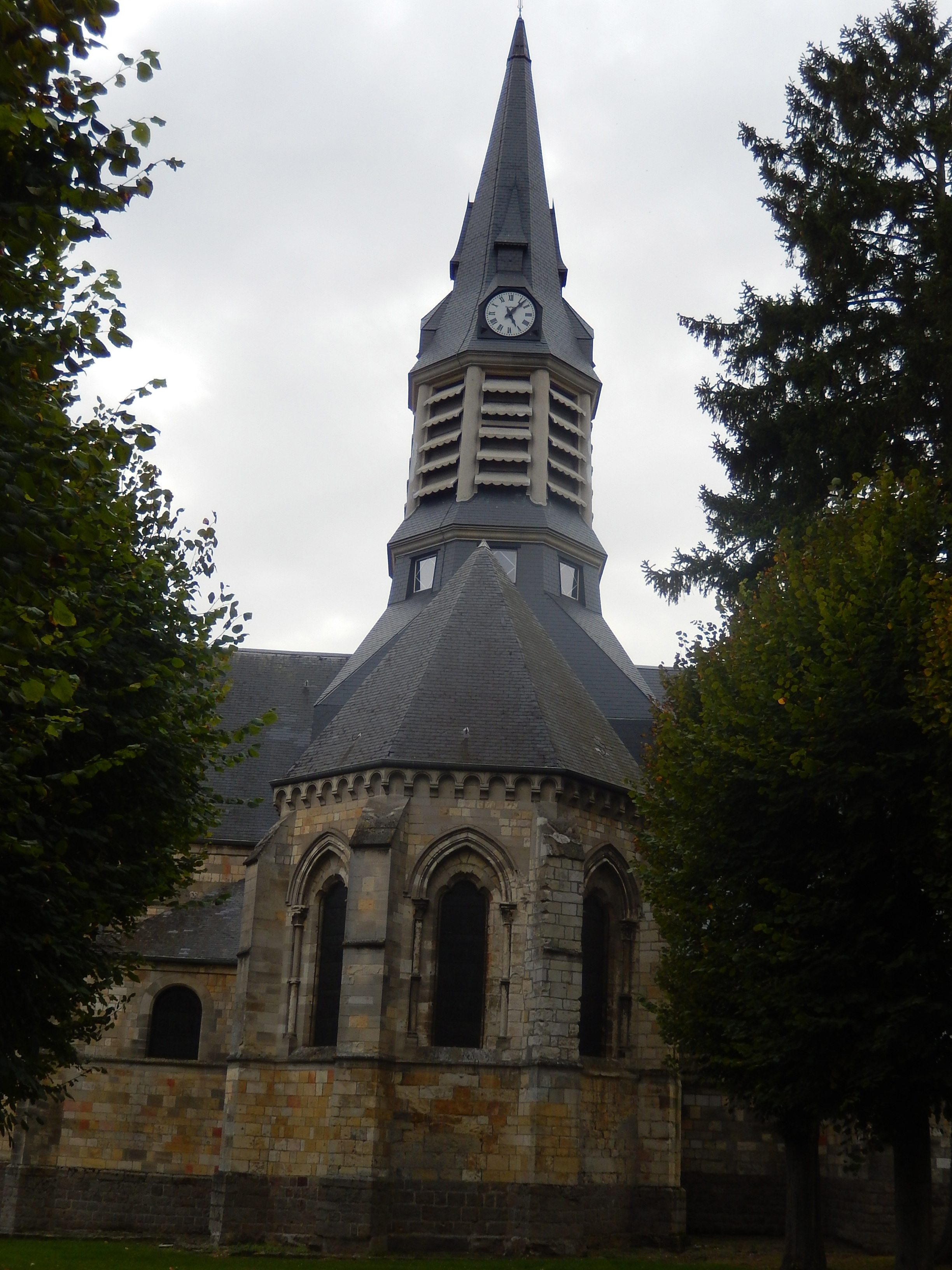

La piràmide de població per edats i sexe el 2009 era:
| Homes | Edats   | Dones |
| ----- | ------- | ----- |
| 0     | 95 o +  | 0     |
| 4     | 90 a 94 | 8     |
| 4     | 85 a 89 | 16    |
| 8     | 80 a 84 | 20    |
| 20    | 75 a 79 | 12    |
| 20    | 70 a 74 | 8     |
| 20    | 65 a 69 | 16    |
| 12    | 60 a 64 | 20    |
| 16    | 55 a 59 | 12    |
| 16    | 50 a 54 | 16    |
| 16    | 45 a 49 | 28    |
| 12    | 40 a 44 | 20    |
| 32    | 35 a 39 | 24    |
| 36    | 30 a 34 | 16    |
| 16    | 25 a 29 | 20    |
| 8     | 20 a 24 | 20    |
| 8     | 15 a 19 | 20    |
| 8     | 10 a 14 | 28    |
| 24    | 5 a 9   | 16    |
| 16    | 0 a 4   | 20    |

## Economia

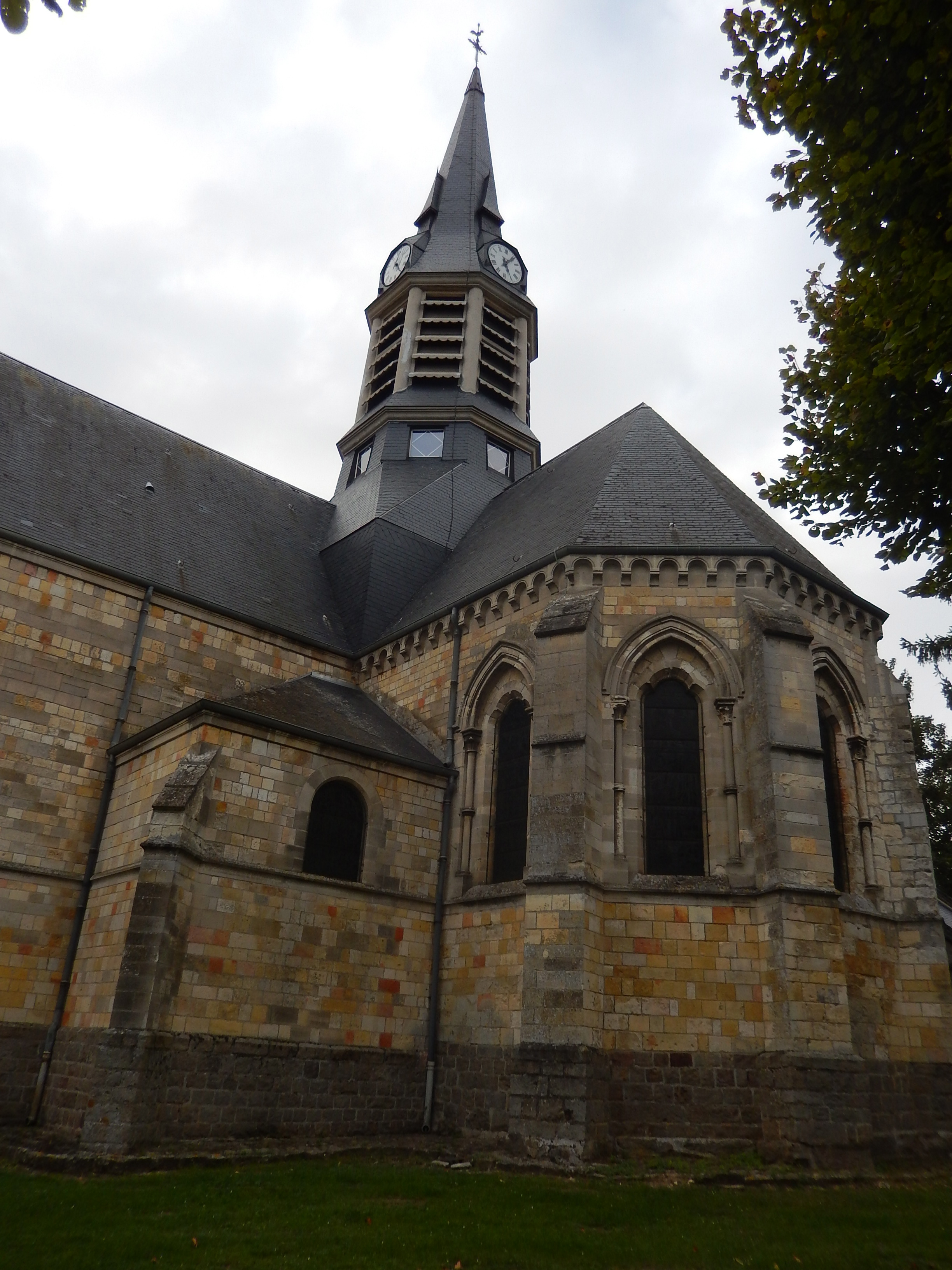

El 2007 la població en edat de treballar era de 373 persones, 260 eren actives i 113 eren inactives. De les 260 persones actives 225 estaven ocupades (131 homes i 94 dones) i 34 estaven aturades (16 homes i 18 dones). De les 113 persones inactives 40 estaven jubilades, 31 estaven estudiant i 42 estaven classificades com a «altres inactius».

### Ingressos

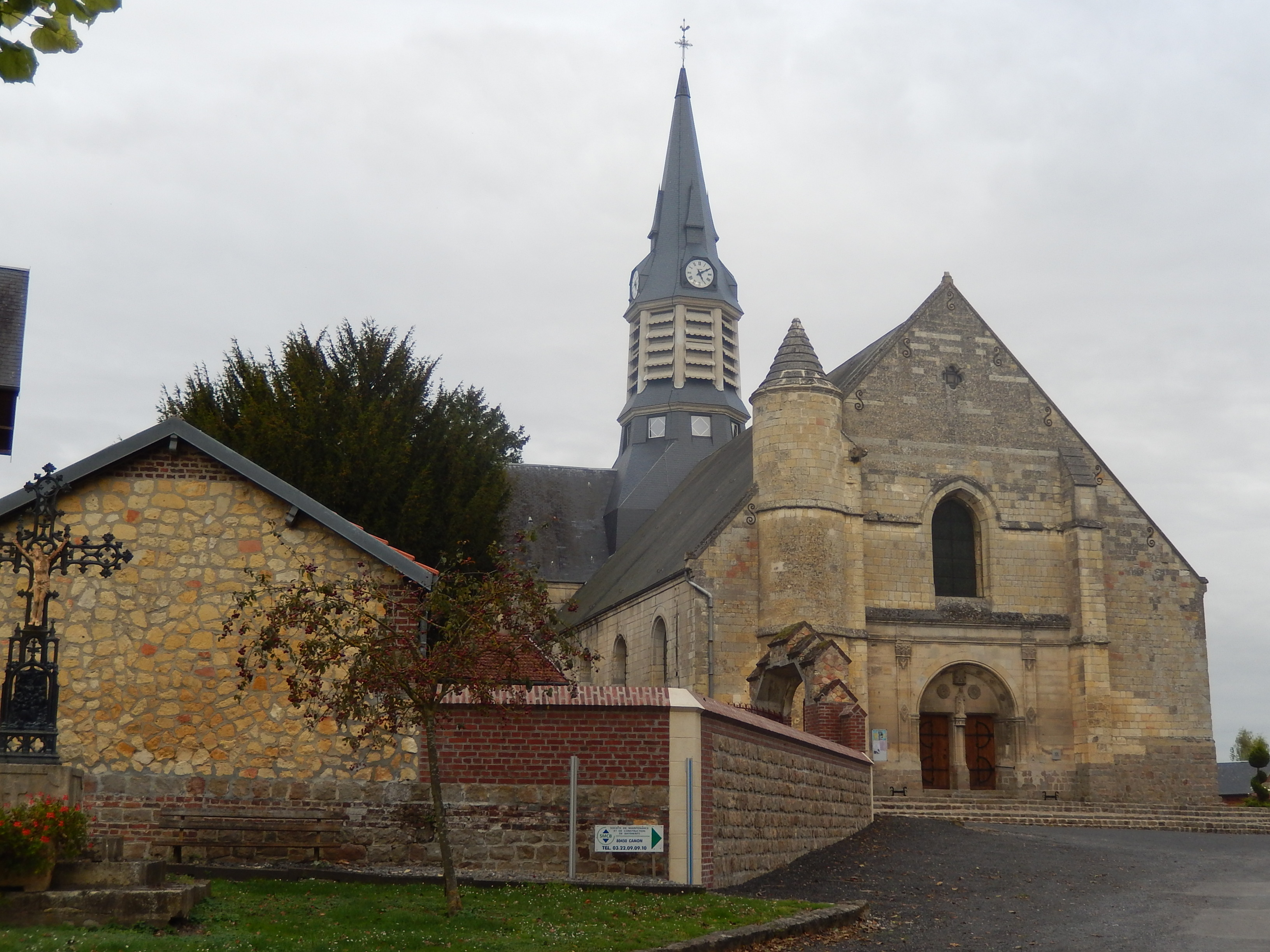

El 2009 a Athies hi havia 249 unitats fiscals que integraven 582,5 persones, la mediana anual d'ingressos fiscals per persona era de 17.254 €.

### Activitats econòmiques
Dels 17 establiments que hi havia el 2007, 1 era d'una empresa extractiva, 2 d'empreses de construcció, 4 d'empreses de comerç i reparació d'automòbils, 1 d'una empresa de transport, 1 d'una empresa d'hostatgeria i restauració, 1 d'una empresa de serveis, 3 d'entitats de l'administració pública i 4 d'empreses classificades com a «altres activitats de serveis».
Dels 4 establiments de servei als particulars que hi havia el 2009, 1 era una oficina de correu, 1 paleta, 1 lampisteria i 1 perruqueria.
L'any 2000 a Athies hi havia 9 explotacions agrícoles.

## Equipaments sanitaris i escolars
El 2009 hi havia 1 farmàcia i 1 ambulància.
El 2009 hi havia una escola elemental integrada dins d'un grup escolar amb les comunes properes formant una escola dispersa.

## Poblacions més properes

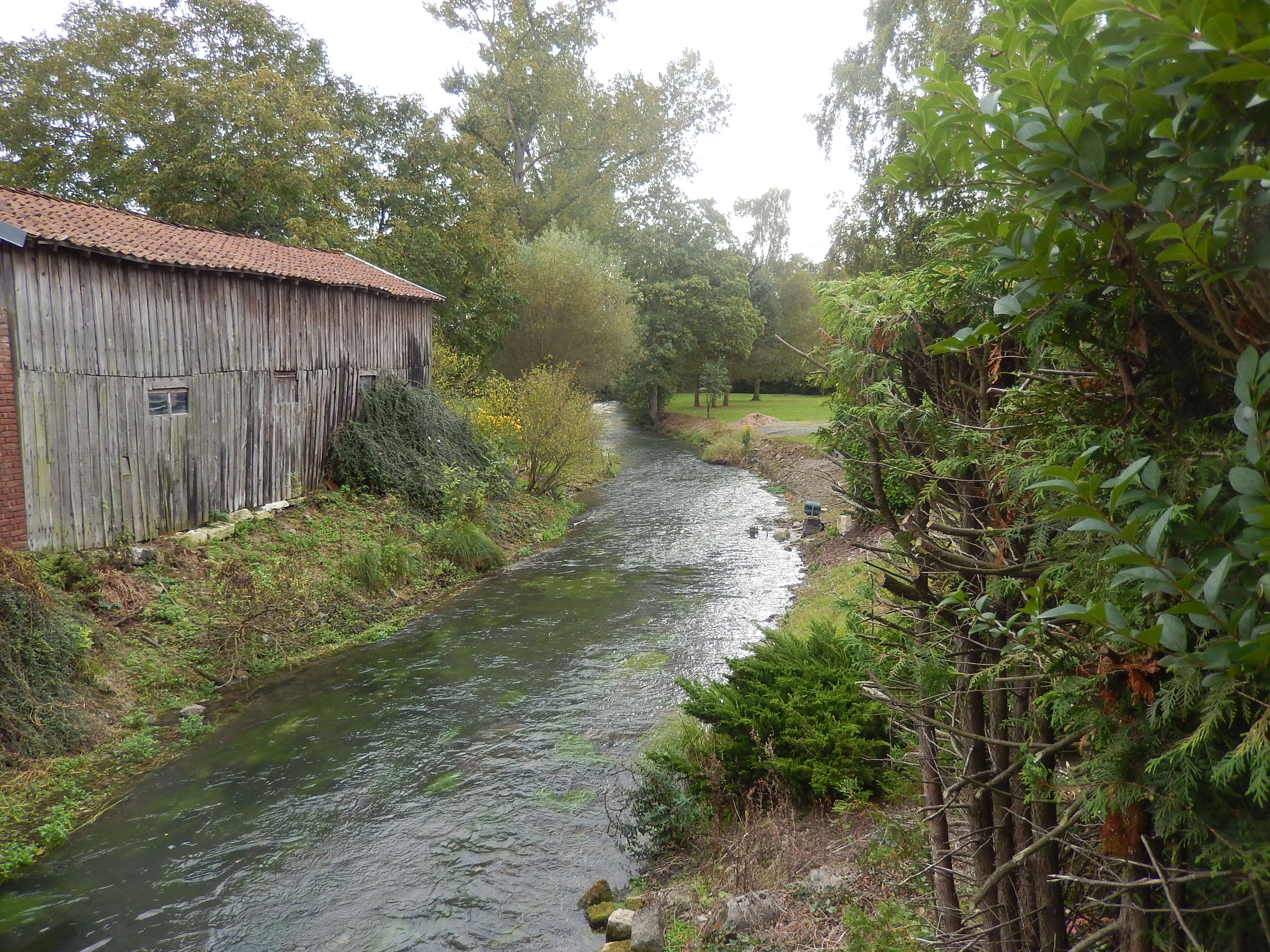
El riu Omignon a Athies

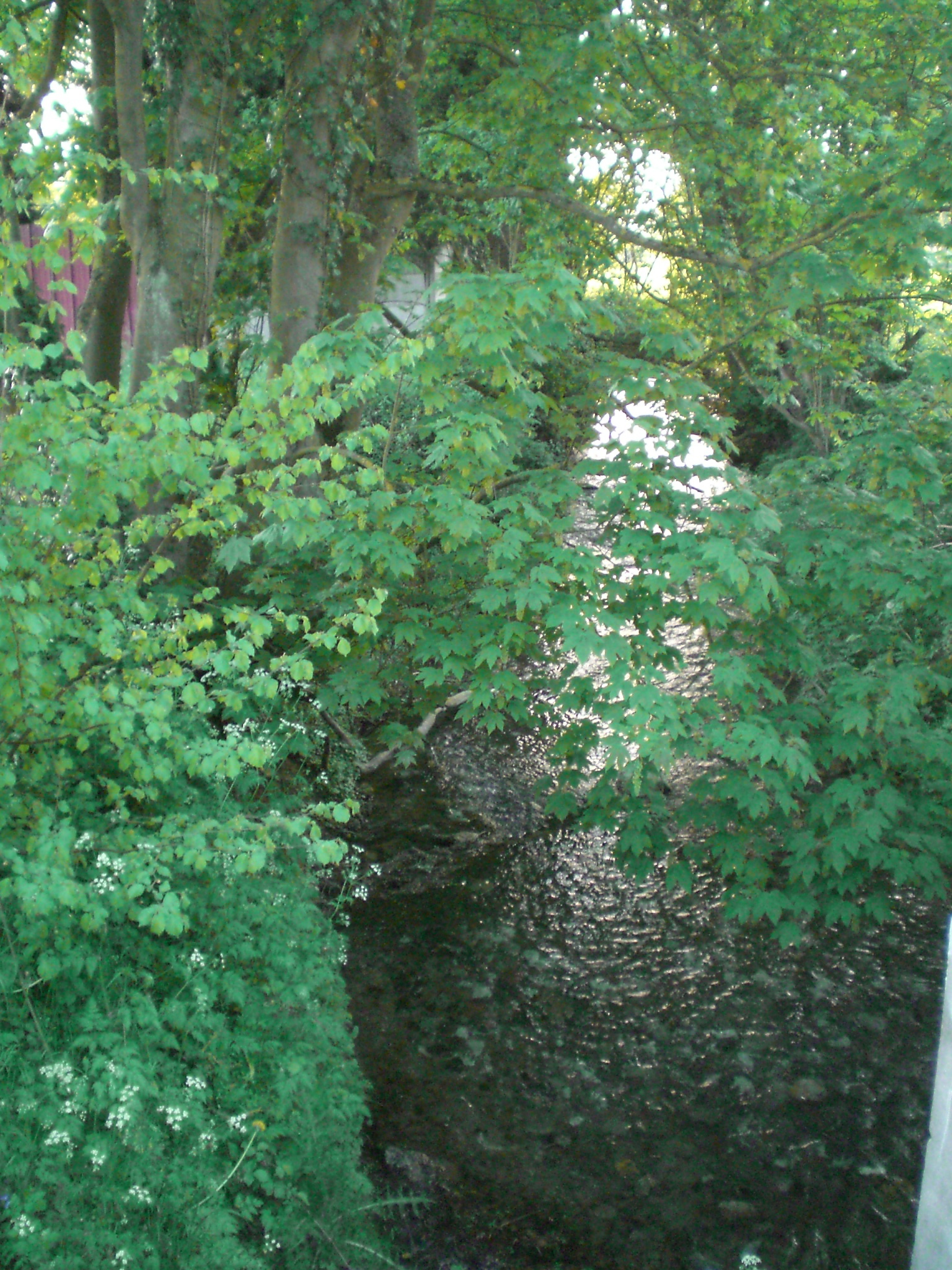

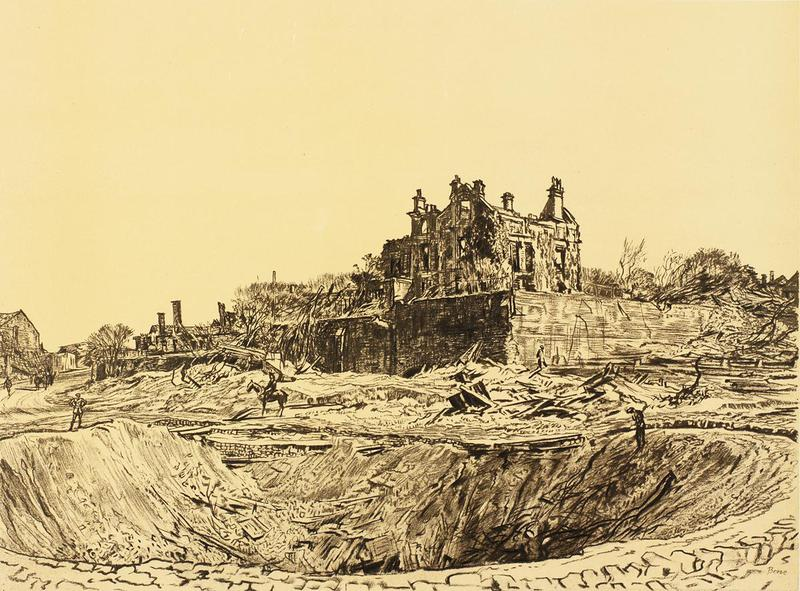
Dibuixos de la Primera Guerra Mundial

El següent diagrama mostra les poblacions més properes.